# Zimnica (województwo dolnośląskie)
Zimnica – wieś w Polsce położona w województwie dolnośląskim, w powiecie oleśnickim, w gminie Oleśnica.

## Podział administracyjny
W latach 1975–1998 miejscowość administracyjnie należała do województwa wrocławskiego.